# Kentucky School for the Deaf
Kentucky School for the Deaf, dont le nom est couramment abrégé en KSD, est une école pour sourds, située à Danville, en Kentucky, aux États-Unis. Elle a été fondée le 10 avril 1823. 